# Oxford Internet Institute
Das Oxford Internet Institute (OII) ist ein multidisziplinäres Forschungsinstitut und eine Fakultät der University of Oxford. Schwerpunkt ist die Erforschung der gesellschaftlichen und sozialen Implikationen des Internets, mit dem Ziel politische, gesellschaftliche und technologische Debatten anzustoßen. Das Internet Institut vertritt das Vereinigte Königreich im World Internet Project.
Schwesterinstitutionen sind das Berkman Center for Internet and Society an der Harvard University sowie das Stanford Center for Internet and Society.

## Geschichte
Das Oxford Internet Institute wurde 2001 von Derek Wyatt, ehemaliges Mitglied des Britischen Unterhauses, und dem Master des Balliol College, Andrew Graham, gegründet.

## Forschung
Das Oxford Internet Institute ist ein sozialwissenschaftliches Institut mit einem multidisziplinären Lehrkörper aus den Fachbereichen Informatik, Physik, Volkswirtschaftslehre, Geographie, Politikwissenschaften, Soziologie, Rechtswissenschaften, Anthropologie, Kommunikationswissenschaften, Geschichte, Entwicklungsforschung und Philosophie. Forscher des Instituts bedienen sich einer Vielfalt an wissenschaftlichen Methoden, darunter auch solche, die speziell für die Erforschung digitaler Themen entwickelt wurden. Das Institut arbeitet unter anderem zu den Themen Internet-Governance, Internetzensur, Big Data, Jugend und Medien, der Nutzung von Informationstechnologie in der Entwicklungszusammenarbeit, digitale Ungleichheit, Cybersecurity, Open Data und Informationsethik.

### Lehrkörper
Bekannte Mitglieder des Lehrkörpers sind der italienische Philosoph Luciano Floridi, prominenter Vertreter der Philosophie der Information, sowie der österreichische Jurist Viktor Mayer-Schönberger. Manuel Castells ist ein ehemaliger Gastprofessor.

### Kartierung von Wikipedia
Im November 2011 veröffentlichte der Data Blog der britischen Zeitung The Guardian Forschungsergebnisse des Oxford Internet Instituts zu georeferenzierten Wikipedia-Artikeln in den Sprachen Englisch, Arabisch, Ägyptisches Arabisch, Französisch, Hebräisch und Persisch.

### Oxford Internet Surveys (OxIS)
Von 2003 bis 2015 wurden im Abstand von zwei Jahren repräsentative Befragungen zur Nutzung des Internets in Großbritannien durchgeführt. Die Studien fragten nach der Nutzung des Internets, Einstellung gegenüber dem Internet und Technologie sowie demographischen Informationen. Befragt wurden Internetnutzer, Nichtnutzer sowie ehemalige Internetnutzer.

### Erforschung der Internetökonomie
Mehrere Forscher des OII untersuchen die digitale Wirtschaft, insbesondere die Rolle von Online-Plattformen. 
Der Online Labor Index (OLI), ein Wirtschaftsindikator, der die Aktivität der globalen Online-Gig-Economy misst, wurde von den OII-Forschern Otto Kässi, Vili Lehdonvirta und Fabian Stephany erstellt und verwaltet. Der Index ist eine weltweit anerkannte Referenz für die Messung der freiberuflichen Online-Wirtschaft. Seit 2021 wird der Online Labour Index über ein gemeinsames Portal, das Online Labour Observatory, vom OII und der Internationalen Arbeitsorganisation betrieben.

## Lehre
Seit 2006 bietet das OII ein strukturiertes Promotionsprogramm mit dem Abschluss DPhil in "Information, Communication, and the Social Sciences" an. Ab 2019 wird zusätzlich ein DPhil in "Social Data Science" angeboten.
Seit 2009 bietet das Institut einen einjährigen Master of Science mit dem Titel "Social Science of the Internet" an. Ab 2018 wird daneben ein einjähriger Master of Science in "Social Data Science" angeboten.

## OII Internet Awards
Seit 2011 verleiht das Institut einen Preis für eine besondere Lebensleistung in der Internetforschung, den Life Time Achievement Award. Daneben wird der Internet and Society Award für besondere Beiträge zur jüngeren Entwicklung des Internets als öffentliches Gut vergeben.

### Gewinner des Life Time Achievement Awards
2011:
- Manuel Castells
- Vinton G. Cerf
- David Clark
- William H. Dutton
- Wendy Hall
- Joi Ito
- Niklas Zennström

2012:
- Yochai Benkler

2013:
- John Seely Brown

2014:
- Tim Berners-Lee
- Stephanie Shirley
- Barry Wellman

2016:
- Lawrence Lessig

2018:
- Judy Wajcman
- Karen Banks

### Internet and Society Awards
2011:
- Tom Watson
- 38 Degrees
- Public Sector Transparency Board

2012:
- Simon Rogers
- Raspberry Pi Foundation
- Jennifer Pahlka

2013:
- Chris Lintott und galaxy zoo
- Alec Ross
- Maximilian Schrems

2014:
- Beth Noveck
- Martha Lane Fox
- Laura Bates

2016:
- Shami Chakrabarti
- Mike Bracken
- Juliana Rotich

2018:
- Anasuya Sengupta
- Nani Jansen Reventlow

## Vergleichbare Forschungseinrichtungen
- Weizenbaum-Institut
- Alexander von Humboldt Institut für Internet und Gesellschaft (HIIG)
- Bayerisches Forschungsinstitut für Digitale Transformation (bidt)
- Center for Advanced Internet Studies (CAIS)

- Berkman Klein Center for Internet & Society an der Harvard University